# Kuzma Minin
Kuzma Minin (russisk: Кузьма́ Ми́нин, tr. Kuzma Minin; fulde navn: russisk: Кузьма́ Ми́нич Заха́рьев Сухору́кий, tr. Kuzma Minitj Zakharev Sukhorukij; født i slutningen af 1500-tallet, død 21. maj 1616) var en russisk købmand fra Nisjnij Novgorod, der sammen med prins Dmitrij Pozjarskij, blev nationalhelt for sin rolle i forsvaret af Zar-Rusland mod den Polsk-litauiske invasion i 1600-tallets begyndelse.
Hans fødselsår og tidligere liv er ukendt, men mod slutningen af Forvirringens tid i Rusland i begyndelsen af 1600-tallet var han slagter i Nisjnij Novgorod. I 1611, da polakkerne havde indtaget Moskva og en stor del af Zar-Rusland, uden at møde alvorlig organiseret modstand, blev han grebet af en nyvakt national bevægelse og fremtrådte som energisk fortaler for skabelsen af et frivilligt forsvarskorps i sin hjemby.
Allerede efteråret 1611 begyndte han at indsamle midler til det frivilligt forsvarskorps, og efter at fyrst Dmitrij Pozjarskij overtog den militære ledelse og i februar 1612 var brudt op fra Nisjnij Novgorod, indgik han ved dennes side som krigskommissær. Hans efterfølgende aktiviteter er knapt kendt, men efter det nationale zardømmes reetablering i 1613 blev han medlem af bojardumaen (russisk: Боя́рская ду́ма) og blev adelet (russisk: dumnyj dvorjanin).
Kuzma Minin døde i 1616 og blev begravet i Arkhangelsk katedralen i Nisjnij Novgorod. Det centrale torv i Nisjnij Novgorod er opkaldt efter Minin og prins Pozjarskij. Hans statue findes i Moskva og Nizjnij Novgorod. 